# Michail Nikolajewitsch Pokrowski

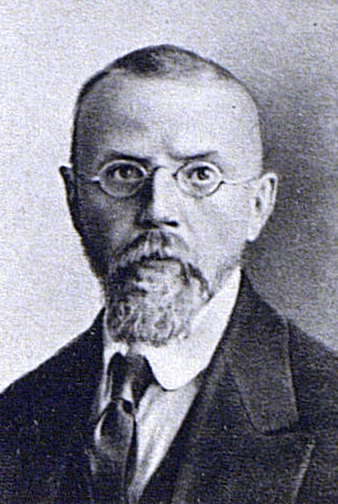
Michail Nikolajewitsch Pokrowski (1907)

Michail Nikolajewitsch Pokrowski (russisch Михаил Николаевич Покровский, wiss. Transliteration Michail Nikolaevič Pokrovskij; * 17.jul. / 29. August 1868greg. in Moskau; † 10. April 1932 ebenda) war ein russischer Marxist und Historiker.

## Leben
Pokrowski, der aus einer Moskauer Beamtenfamilie stammte, begann nach einer humanistischen Gymnasialausbildung sein Studium der russischen Geschichte und Universalgeschichte an der Staatlichen Universität Moskau, wo er unter anderem Vorlesungen von Wassili Ossipowitsch Kljutschewski und Pawel Gawrilowitsch Winogradow besuchte. Bereits in dieser Zeit engagierte sich Pokrowski in sozialistischen Studentenzirkeln. Nachdem er sein Studium im Jahre 1891 abgeschlossen hatte, blieb er dem Marxismus verbunden und trat 1903 der SDAPR bei. Im Jahre 1905 besuchte er Lenin in seinem Schweizer Exil und schloss sich daraufhin der Richtung der Bolschewiki an. Wegen seiner Parteiarbeit von den russischen Behörden an einer akademischen Karriere gehindert, musste er selbst mehrere Jahre im Exil (u. a. in Paris) verbringen.
Innerhalb der Partei gehörte er zur sogenannten „linken“ Fraktion unter Alexander Alexandrowitsch Bogdanow, die im Konflikt mit Lenin stand, und wirkte für die Parteischule unter der Leitung von Maxim Gorki auf Capri und in Bologna.
Während des Ersten Weltkrieges gehörte Pokrowski zu den Anhängern Leo Trotzkis; 1917 wurde er zum Vorsitzenden des Moskauer Sowjets gewählt und wirkte als solcher aktiv an der Vorbereitung der Oktoberrevolution mit.
Die Jahre nach der Oktoberrevolution waren für Pokrowski durch den Aufstieg in Schlüsselstellungen der bolschewistischen Bildungspolitik gekennzeichnet; so bekleidete er von Mai 1918 bis zu seinem Tode das Amt des stellvertretenden Volkskommissars für Bildung der RSFSR. Des Weiteren leitete Pokrowski von 1921 bis 1932 das Institut der Roten Professur, gehörte dem Präsidium der Kommunistischen Akademie an und wurde im Jahr 1929 Mitglied der Sowjetischen Akademie der Wissenschaften.
Nach einer langwierigen Krankheit verstarb er am 10. April 1932 in Moskau. Seine Urne wurde an der Kremlmauer in Moskau beigesetzt.

## Werk
Als Anhänger der Bolschewiki bekannte er sich zur marxistischen Geschichtsauffassung und wendete diese auch in seinem Hauptwerk an, der Geschichte Russlands. Von seiner Entstehung bis zur neuesten Zeit, in dem er die Bedeutung der jeweiligen Produktionsverhältnisse als treibende Kraft der Geschichte gegenüber der Rolle der Persönlichkeit betonte. Ferner verfasste er eine Kleine Geschichte Russlands, die 1920 veröffentlicht wurde und die Lenin mit einem Vorwort versah, worin er seine große Anerkennung für dieses Werk zum Ausdruck brachte.
Nach Pokrowskis Tod wurde er von der Kommunistischen Partei wegen seines angeblichen „Vulgärsoziologismus“ angegriffen. Seine Bücher wurden verboten, was zuweilen damit erklärt wird, dass der konsequent marxistische Ansatz seiner Arbeiten im Gegensatz zum Personenkult um Stalin stand. Erst in der Perestroika-Periode unter Gorbatschow wurde sein Werk der Öffentlichkeit wieder zugänglich gemacht.

## Schriften
- Brief History of Russia. Übersetzt von D. S. Mirsky. 2 Bände. International Publishers, New York 1933.
  - In Deutsch: Geschichte Russlands. Von seiner Entstehung bis zur neuesten Zeit. Übers. Alexandra Ramm. Hrsg. von Wilhelm Herzog. Hirschfeld, Leipzig 1929
  - Russische Geschichte. Von den ältesten Zeiten bis zum Jahre 1917. Ins Deutsche übertragen von A. Maslow. Büchergilde Gutenberg, Berlin 1930
- Historische Aufsätze. Ein Sammelband. Übersetzt von F. Axel. Literatur und Politik, Wien [u. a.] 1928 (Marxistische Bibliothek, Bd. 17; Veröffentlichung der Kommunistischen Akademie in Moskau, Bd. 1)